# Otto Frommel (Theologe, 1862)
Otto Heinrich Frommel (* 13. November 1862 in Karlsruhe; † 13. Oktober 1930 in Berlin) war ein deutscher Theologe, evangelischer Prediger an der Preußischen Gesandtschaft in Rom sowie Publizist.

## Leben
Frommel war ein Sohn des Karlsruher evangelischen Theologen und Stadtpfarrers sowie späteren Berliner Hofpredigers Emil Frommel aus dessen Ehe mit Amalie Bähr (1833–1915), einer Tochter des Karlsruher Theologen Karl Bähr. Er wuchs in Karlsruhe, Barmen und Berlin auf. Seine Onkel waren der evangelische Theologe Max Frommel, der ein Jahr vor seiner Geburt verstorbene Maler Otto Frommel sowie der Maler Karl Lindemann-Frommel. Über seine ältere Schwester Elisabeth wurde er Schwager des Archäologen Christian Hülsen, über seine jüngere Schwester Maria Schwager des Pfarrers und Prinzenerziehers Johannes Kessler.
Frommel studierte evangelische Theologie. Anschließend war er Hilfsprediger an der Garnisonkirche, ab 1890 an der Friedrichwerderschen Kirche in Berlin. Von 1891 bis 1897 diente er als Pfarrer und Prediger der evangelischen Gemeinde der im Palazzo Caffarelli residierenden Preußischen Gesandtschaft in Rom. Dort war er auch Mitglied des Deutschen Künstlervereins. 1898 promovierte er an der Friedrich-Alexander-Universität Erlangen mit der Schrift Das Verhältnis von mechanischer und teleologischer Naturerklärung bei Kant und Lotze zum Dr. phil. Am 8. August 1901 heiratete er Anna Margarethe Cäcilie Freiin von Dörnberg (1869–1910), die Tochter des Freiherrn Ernst von Dörnberg, Gutsherrn auf Hof Fremersberg bei Baden-Baden (1825–1897). Nach deren Tod heiratete er weitere zwei Male. Er diente als Pfarrer verschiedener Gemeinden. 1900 wurde er Pfarrer in Leiha, 1906 Pfarrer in Gera.
In den Jahren 1907 bis 1909 war er Mitherausgeber des religiösen Jahrbuchs Neue Christoterpe. 1908 veröffentlichte er Das Frommel-Gedenkwerk, die zweibändige Biografie über Leben und Werk seines Vaters Emil Frommel, nachdem er 1904 über ihn einen Artikel zur Allgemeinen Deutschen Biographie beigesteuert hatte.